# Ringen (Grafschaft)
Ringen ist der Hauptort und ein Ortsbezirk der verbandsfreien Gemeinde Grafschaft im Landkreis Ahrweiler in Rheinland-Pfalz. Der Ortsbezirk Ringen hat mit den Einzelorten Beller und Bölingen ca. 1925 Einwohner. Darüber hinaus gehören zum Ortsbezirk auch die Wohnplätze Assbacher Hof und Graßmühle. Ringen liegt drei Kilometer nördlich der Kreisstadt Bad Neuenahr-Ahrweiler auf 190 m ü. NHN über dem Meeresspiegel im Grafschafter Ländchen.

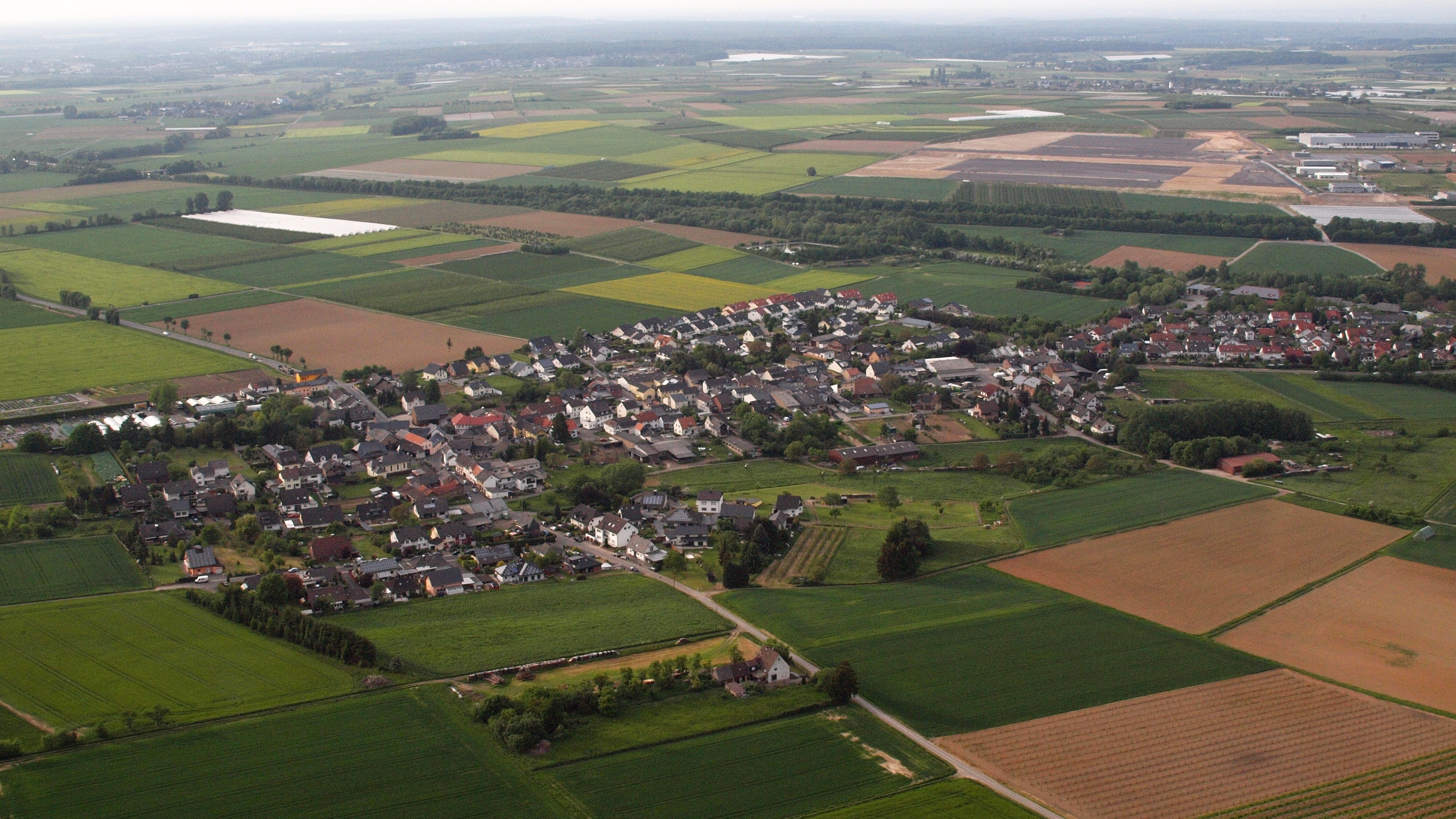
Bölingen (Grafschaft), Luftaufnahme (2015)

## Geschichte und Entwicklung
Ringen war Hauptort eines Dingstuhls in der Grafschaft Neuenahr, die von 1545 bis Ende des 18. Jahrhunderts ein Amt innerhalb des Herzogtums Jülich bildete. Zum Dingstuhl Ringen gehörten auch die Ortschaften Beller und Bölingen; er umfasste eine Gemarkung von 983 ha und hatte im Jahre 1767 294 Einwohner. Nach der Inbesitznahme des Linken Rheinufers durch französische Revolutionstruppen (1794) und der Einführung der französischen Verwaltungsstrukturen (1798) war die Ortschaft namensgebender Hauptort der Mairie Ringen, die zum Kanton Remagen gehörte.
Nach den auf dem Wiener Kongress (1815) getroffenen Vereinbarungen kam die Region zum Königreich Preußen. Unter der preußischen Verwaltung gehörte die vormalige Mairie Ringen ab 1816 als Bürgermeisterei zum Landkreis Ahrweiler im Regierungsbezirk Koblenz. 1818 wurde sie aufgelöst und die ihr zugeordneten Gemeinden auf die Bürgermeistereien Ahrweiler und Gelsdorf aufgeteilt; die Gemeinde Ringen kam zur Bürgermeisterei Gelsdorf. Ab 1863 befand sich der Sitz des Bürgermeisteramts in  Ringen, sodass die Bürgermeisterei – 1927 wie alle Landbürgermeistereien in der Rheinprovinz in „Amt“ umbenannt – 1936 den Namen „Amt Ringen“ erhielt. Dieses bestand bis zum Jahr 1968, als im Zuge der Kommunalreform aus dem Amt Ringen die Verbandsgemeinde Ringen mit dem Sitz der Verwaltung in Ringen gebildet wurde. Am 16. März 1974 wurde die Verbandsgemeinde aufgelöst und alle zugehörigen Gemeinden bis auf Kalenborn zur neuen verbandsfreien Gemeinde Grafschaft zusammengeschlossen. Damit verlor auch die Gemeinde Ringen ihre Eigenständigkeit; für ihr vormaliges Gebiet wurde der Ortsbezirk Ringen eingerichtet.
- Anfang des 20. Jahrhunderts wurden für den Strategischen Bahndamm mit dem Abzweig Richtung Remagen eine Bahnhofsanlage und Bahndämme aufgeschüttet sowie Unterführungen und Brücken fertiggestellt. Obwohl der Streckenausbau nie erfolgte, ist die Benennung der Bahnhofstraße bis heute erhalten.
- Weitgehend auf der alten Bahntrasse verlaufend, führt direkt nördlich seit 1970 die A 61 vorbei.
- Seit den 1990er Jahren ist beim Ortsteil Beller, nördlich der Autobahn ein großer Gewerbepark entstanden, in dem sich nach Fertigstellung eines Autobahnanschlusses Haribo mit einem neuen Werk ansiedelte. Seit 2018 befindet sich in Ringen der Hauptsitz des Haribo-Konzerns.
- Im Jahr 2016 verlegte das Catering-Unternehmen L&D seinen Hauptsitz nach Ringen.

## Politik

### Ortsbezirk
Ringen ist einer von elf Ortsbezirken der Gemeinde Grafschaft. Er wird durch einen Ortsbeirat und einem Ortsvorsteher vertreten.

### Ortsbeirat
Der Ortsbeirat besteht aus sieben Mitgliedern, die bei der Kommunalwahl am 9. Juni 2024 in einer personalisierten Verhältniswahl gewählt wurden, und dem ehrenamtlichen Ortsvorsteher als Vorsitzendem.
Die Sitzverteilung im Ortsbeirat:
| Wahl | SPD | CDU | Grüne | FWG 1 | Gesamt  |
| ---- | --- | --- | ----- | ----- | ------- |
| 2024 | 1   | 1   | 1     | 4     | 7 Sitze |
| 2019 | 1   | 2   | 1     | 3     | 7 Sitze |
| 2014 | 1   | 4   | –     | 2     | 7 Sitze |
| 2009 | 1   | 4   | –     | 2     | 7 Sitze |

### Ortsvorsteher
Lothar Barth (FWG) wurde 2019 Ortsvorsteher von Ringen. Bei der Stichwahl am 16. Juni 2019 war er mit einem Stimmenanteil von 69,21 % für fünf Jahre gewählt worden, nachdem bei der Direktwahl am 26. Mai 2019 keiner der ursprünglich drei Bewerber eine ausreichende Mehrheit erzielt hatte. Bei der Direktwahl am 9. Juni 2024 wurde er als einziger Bewerber mit 79,9 % für weitere fünf Jahre in seinem Amt bestätigt.
Barths Vorgänger Toni Palm (CDU) war 2019 nach 20 Jahren im Amt nicht erneut als Ortsvorsteherkandidat angetreten.

## Kultur und Sehenswürdigkeiten
- Siehe Liste der Kulturdenkmäler in Grafschaft (Rheinland)